# Euphorbia pamirica
Euphorbia pamirica là một loài thực vật có hoa trong họ Đại kích. Loài này được (Prokh.) Prokh. mô tả khoa học đầu tiên năm 1949.